# SV Allemannia 08 Jessen
SV Allemannia 08 Jessen Is een Duitse voetbalclub uit Jessen, Saksen-Anhalt.

## Geschiedenis
De club werd in 1908 opgericht als FC Allemannia 08 Jessen. De club speelde vanaf 1909 in de competitie van Elbe-Elster. De club werd in 1910 kampioen, maar pas vanaf 1911 werd deze klasse als volwaardige competitie. In 1913 trok de club zich na drie wedstrijden terug uit de competitie. 
Nadat er ook afdelingen voor zwemmen, atletiek en hockey voor dames bij kwamen werd de naam gewijzigd in SC Allemmannia. Tijdens de Eerste Wereldoorlog werden de activiteiten gestaakt, zeven leden sneuvelden in de oorlog. 
Na de Eerste Wereldoorlog speelde de club in de Kreisliga Nordwestsachsen, waar de Elbe-Elster competitie als tweede klasse fungeerde. Na 1923 werd de Kreisliga afgevoerd en de competitie als Gauliga Elbe-Elster terug opgewaardeerd tot hoogste klasse. De club degradeerde in 1924 en slaagde er niet meer in te promoveren. 
In 1939 werden de activiteiten opnieuw gestaakt door het uitbreken van de Tweede Wereldoorlog. Pas in 1948 werd de club heropgericht als SG Jessen. Eerst speelden ze enkel voetbal, daarna kwam er ook nog tafeltennis, gymnastiek, schaken en turnen bij. In 1950 werd de naam gewijzigd in BSG Traktor Jessen.
Na de Duitse hereniging werd de historische naam weer aangenomen.